# Вильденштейн, Даниэль
Даниэль Леопольд Вильденштейн (фр. Daniel Leopold Wildenstein; 11 сентября 1917 — 23 октября 2001) — французский арт-дилер, историк искусства и владелец-заводчик чистокровных скаковых лошадей. Представлял третье поколение семьи, возглавлявшей компанию Wildenstein &Co., одну из самых успешных и влиятельных компаний по торговле произведениями искусства XX века. Его описывали как «вероятно, самого богатого и могущественного торговца произведениями искусства на земле».

## Биография
Вильденштейн родился в коммуне Веррьер-ле-Бюиссон, Эссонн, недалеко от Парижа. Получил образование в Кур-Аттемер и в Парижском университете, который окончил в 1938 году и продолжил обучение в Школе Лувра.
Дед Вильденштейна, Натан Вильденштейн, после бегства из своего родного Эльзаса во время франко-прусской войны основал арт-салон на улице Ла Боэси в Париже. Сначала он специализировался на французской живописи и скульптуре XVIII века, позже расширившись до итальянского, голландского, фламандского и испанского искусства. Хотя он работал в ателье, когда начал торговать произведениями искусства, он оказался чрезвычайно успешным, продавая европейским коллекционерам, таким как Эдмон де Ротшильд, а затем и американцам, среди которых были Джон Морган, Генри Фрик и представители семей Кресс, Рокфеллер и Меллон . Он открыл галерею в Нью-Йорке в 1903 году и ещё одну в Лондоне в 1925 году.
Вильденштейны завоевали репутацию проницательных бизнесменов, которые накапливают товар, чтобы максимизировать свою прибыль при выпуске на рынок. Натан собрал огромную коллекцию европейских картин старых мастеров, скульптур, рисунков, мебели и декоративных предметов, к которым отец Даниэля, Жорж, добавил работы импрессионистов и постимпрессионистов. В 1978 году коллекция компании Wildenstein & Co в Нью-Йорке включала 20 Ренуаров, 25 Курбе, 10 Ван Гогов, 10 Сезаннов, 10 Гогенов, 2 Боттичелли, 8 Рембрандтов, 8 Рубенса, 9 Эль Греко и 5 Тинторетто, при том, что всего у них было около 10 000 картин. Секретность, связанная с этими фондами, вызвала большой интерес и спекуляции в мире искусства.

## Карьера
В 1940 году Даниэль Вильденштейн уехал в Нью-Йорк, чтобы работать в семейной фирме. Он уже работал на Всемирной выставке 1937 года секретарем Французского павильона и руководил выставками в Музее Жакмар-Андре. Помимо этого он управлял филиалами Wildenstein & Co. в Париже и Нью-Йорке в 1959 году и филиалами в Лондоне и Буэнос-Айресе в 1963 году, когда умер его отец. Галерея в Токио была открыта в начале 1970-х годов. Как торговец произведениями искусства Вильденштейн был феноменально успешен. В статье 1998 года в журнале Vanity Fair утверждалось, что его состояние оценивалось более чем в 5 миллиардов долларов.
Как и его отец, Даниэль Вильденштейн зарекомендовал себя как ученый и историк искусства. Он пересмотрел и расширил каталоги, опубликованные его отцом, и начал работу над своими собственными проектами, инвестируя в приобретение архивных материалов и основав Институт Вильденштейна для выпуска каталогов-резоне, которые стали безусловным авторитетом для проверки подлинности работ крупных французских художников. Его пятитомный каталог произведений Клода Моне был опубликован между 1976 и 1992 годами. Двухтомный каталог об Эдуарде Мане вышел в 1976 и 1977 годах, Гюставе Курбе — в 1977 году, а книга о Поле Гогене — в 2001 году. Был главным редактором Gazette des Beaux-Arts с 1963 года, а в 1971 году был избран членом Академии изящных искусств.
Несмотря на то, что он официально вышел на пенсию в 1990 году, Вильденштейн, строго контролировал ведение бизнеса. В последние годы его жизни количество галерей Вильденштейна по всему миру сократилось, пока их не осталось только две: Wildenstein & Co и PaceWildenstein, обе в Нью-Йорке. PaceWildenstein была основана в 1993 году как совместное предприятие с Pace Gallery для работы в области современного искусства. Сотрудничество закончилось в 2010 году.
В 1999 году Вильденштейн опубликовал серию своих интервью под названием Marchand d’Art.

## Судебные споры

### Андре Мальро
Wildenstein & Co вновь открылись в Париже после Второй мировой войны, но они прекратили свою деятельность там в начале 1960-х годов после того, как министр культуры Франции Андре Мальро публично обвинил Жоржа Вильденштейна в подкупе чиновника министерства, чтобы разрешить вывоз за границу и последующую продажу картины «Гадалка» Жоржа де Латура. Дело так и не дошло до суда, и Даниэль Вильденштейн впоследствии обвинил Мальро в том, что он руководствовался злым умыслом.

### Нацистские конфискации

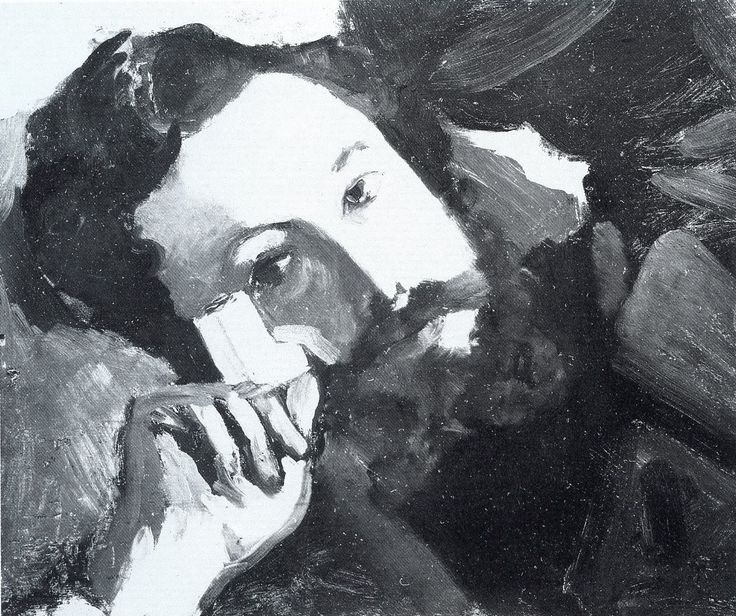
Портрет Альфреда Сислея, 1867-68, работы Фредерика Базиля, Галерея Вильденштейна, Париж

Совсем недавно компания Wildenstein & Co оказалась втянутой в ряд споров, связанных с конфискацией произведений искусства нацистами, а также с характером отношений Жоржа Вильденштейна с оккупационным режимом во время Второй мировой войны. В мае 2000 года Вильденштейны проиграли судебное дело, возбужденное ими в Париже против историка искусства Эктора Фелисиано, в книге которого было высказано предположение, что, хотя Жорж Вильденштейн бежал из Франции в Америку в 1941 году, продолжал прибыльно торговать с нацистами. Сыновья Даниэля Вильденштейна подали в суд за клевету, но проиграли дело.
В 1997 году на семью Вильденштейнов в Нью-Йорке подали в суд наследники Альфонса Канна, известного еврейского коллекционера произведений искусства. Они утверждали, что восемь иллюминированных манускриптов XV, XVI и XVII веков, которые сейчас находятся во владении Wildenstein & Co, были захвачены нацистами в 1940 году. Семья Вильденштейнов утверждала, что книги были приобретены на законных основаниях ещё до войны, однако они были изъяты нацистами из их семейного сейфа в октябре 1940 года, а затем были возвращены после освобождения Франции. Даниэль Вильденштейн утверждал, что инвентарные отметки на рукописях, очевидно связывающие их с коллекцией Канн, не имеют никакого значения, и предположил, что претензии на право собственности, сделанные после столь длительного периода времени, не имеют силы.

### Собственность Рейнаха
В июне 2011 года французские власти обвинили сына Даниэля, Гая Вильденштейна, в сокрытии произведений искусства, которые были объявлены пропавшими без вести или украденными. Полиция изъяла 30 произведений искусства из хранилища Института Вильденштейна, по крайней мере 20 из которых, включая скульптуры итальянского художника Рембрандта Бугатти, два эскиза Эдгара Дега и пастель Эжена Делакруа, как утверждается, изначально были частью коллекции Жозефа Рейнаха. Даниэль Вильденштейн выступал в роли распорядителя наследства дочери Рейнаха в 1972 году и отвечал за распределение коллекции, хранившейся в Институте Вильденштейна, среди наследников.

## Скачки
Вильденштейн был крупной фигурой в европейских скачках, четырёхкратным обладателем приза Триумфальной Арки. Его лошади, которых он разводил, участвовали в скачках под названием Allez France Stables и побеждали на самых важных скачках во Франции, Великобритании и Соединенных Штатах.

## Личная жизнь
В 1939 году Даниэль Вильденштейн женился на Мартине Капферер, представительницы богатой французской еврейской семьи; у них было два сына, Алек и Гай. После развода он женился во второй раз, в 1978 году, на Сильвии Рот.

## Смерть и наследство
Вильденштейн умер в 2001 году в возрасте 84 лет в парижской больнице. У него остались вторая жена и двое сыновей от первого брака. Гай Вильденштейн получил бизнес в сфере торговли произведениями искусства, в то время как Алек Вильденштейн унаследовал контроль над семейными скачками и племенными лошадьми.
После его смерти состояние Вильденштейна стало предметом продолжительного судебного спора. В 2005 году Апелляционный суд Парижа постановил, что Сильвия Вильденштейн была обманута, с целью передать наследство её пасынкам, которые утверждали, что в противном случае она столкнется с огромными налоговыми счетами и возможным уголовным преследованием. Фактически Вильденштейн поместил две картины, Фрагонара и Буше, в инвестиционный банк Lazard для покрытия налоговых обязательств своего имения. Суд постановил, что Сильвия имеет право на половину личного имущества покойного мужа, большая часть которого, как она утверждала, исчезла в иностранных трастах, и обязал её пасынков выплатить 20 миллионов евро в качестве аванса на состояние, оцененное The New York Times «по разным оценкам от 43 миллионов до 4 миллиардов евро». В 2010 году Сильвия Вильденштейн возбудила уголовное дело, утверждая, что это уклонение от уплаты налогов было проигнорировано французскими министрами, связанными с её пасынком Гаем Вильденштейном из-за его причастности к политической партии Союз за народное движение.